# Ootheca mutabilis
Ootheca mutabilis es una especie de insecto coleóptero de la familia Chrysomelidae.
Fue descrita científicamente en 1829 por Sahlberg.